# 細微擬奈氏鱈
細微擬奈氏鱈，為輻鰭魚綱鱈形目鼠尾鱈科的其中一種，分布於印度西太平洋海域，屬深海底棲性魚類，深度1380-2000公尺，體長可達25公分，棲息在大陸坡底層水域，生活習性不明。

## 扩展阅读
維基物種上的相關：細微擬奈氏鱈